# Comarca de Allariz - Maceda
Allariz - Maceda is een comarca van de Spaanse provincie Ourense, gelegen in de autonome regio Galicië. De hoofdstad is Allariz en de comarca heeft 15.120 inwoners (2005).

## Gemeenten
Allariz, Baños de Molgas, Maceda, Paderne de Allariz, Xunqueira de Ambía en Xunqueira de Espadanedo.